# Ciumai, Taraclia
Ciumai este un sat situat în sud-estul Republicii Moldova, în raionul Taraclia. Aparține de comuna Vinogradovca.

## Demografie

### Structura etnică
Structura etnică a localității conform recensământului populației din 2004:
| Grup etnic                    | Populație | % Procentaj |
| ----------------------------- | --------- | ----------- |
| Ucraineni                     | 326       | 30,52%      |
| Găgăuzi                       | 321       | 30,06%      |
| Băștinași declarați Moldoveni | 170       | 15,92%      |
| Bulgari                       | 131       | 12,27%      |
| Ruși                          | 107       | 10,02%      |
| Alții                         | 13        | 1,22%       |
| Total                         | 1068      |             |